# TrES-2

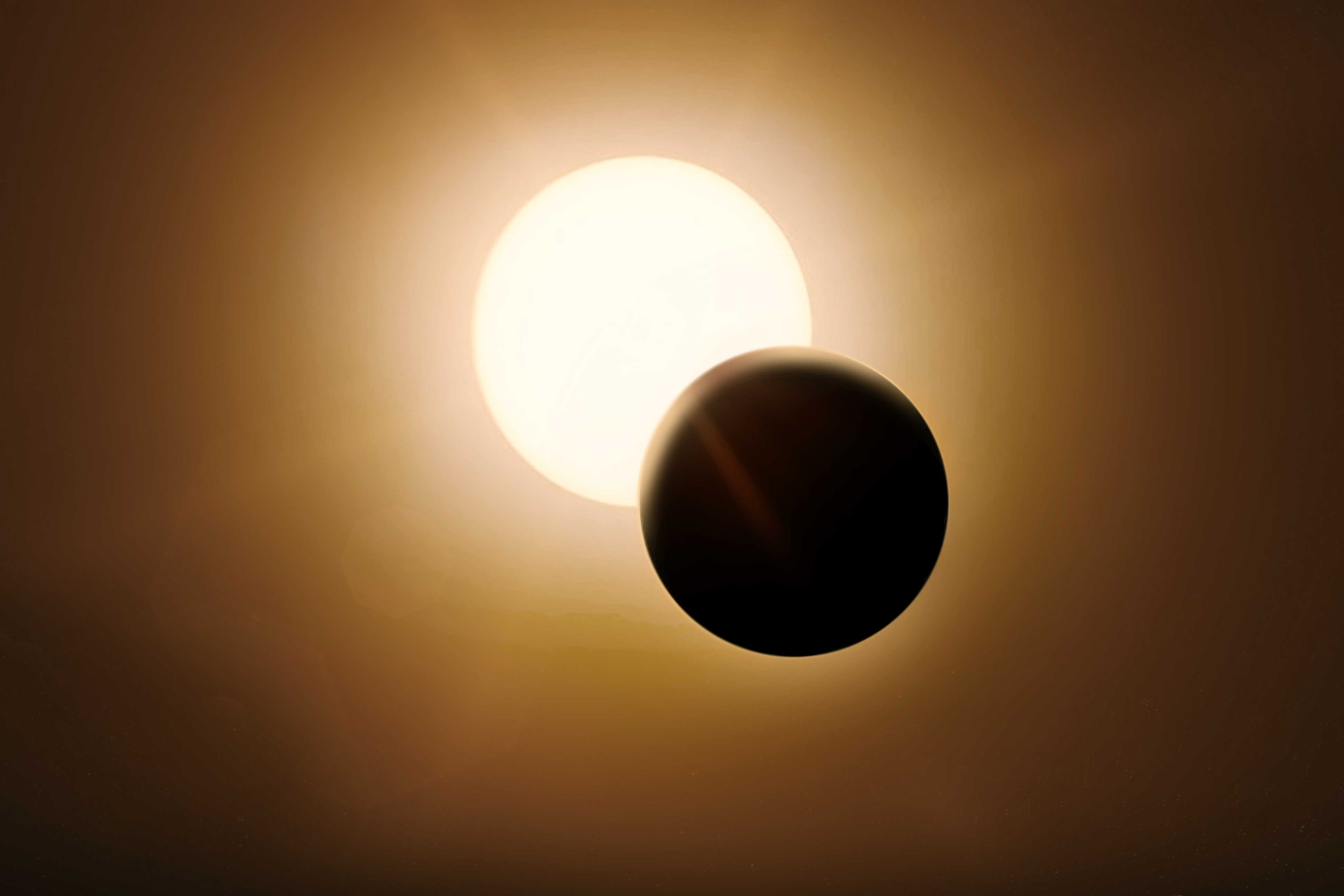
Exo-Planet TrES 2b

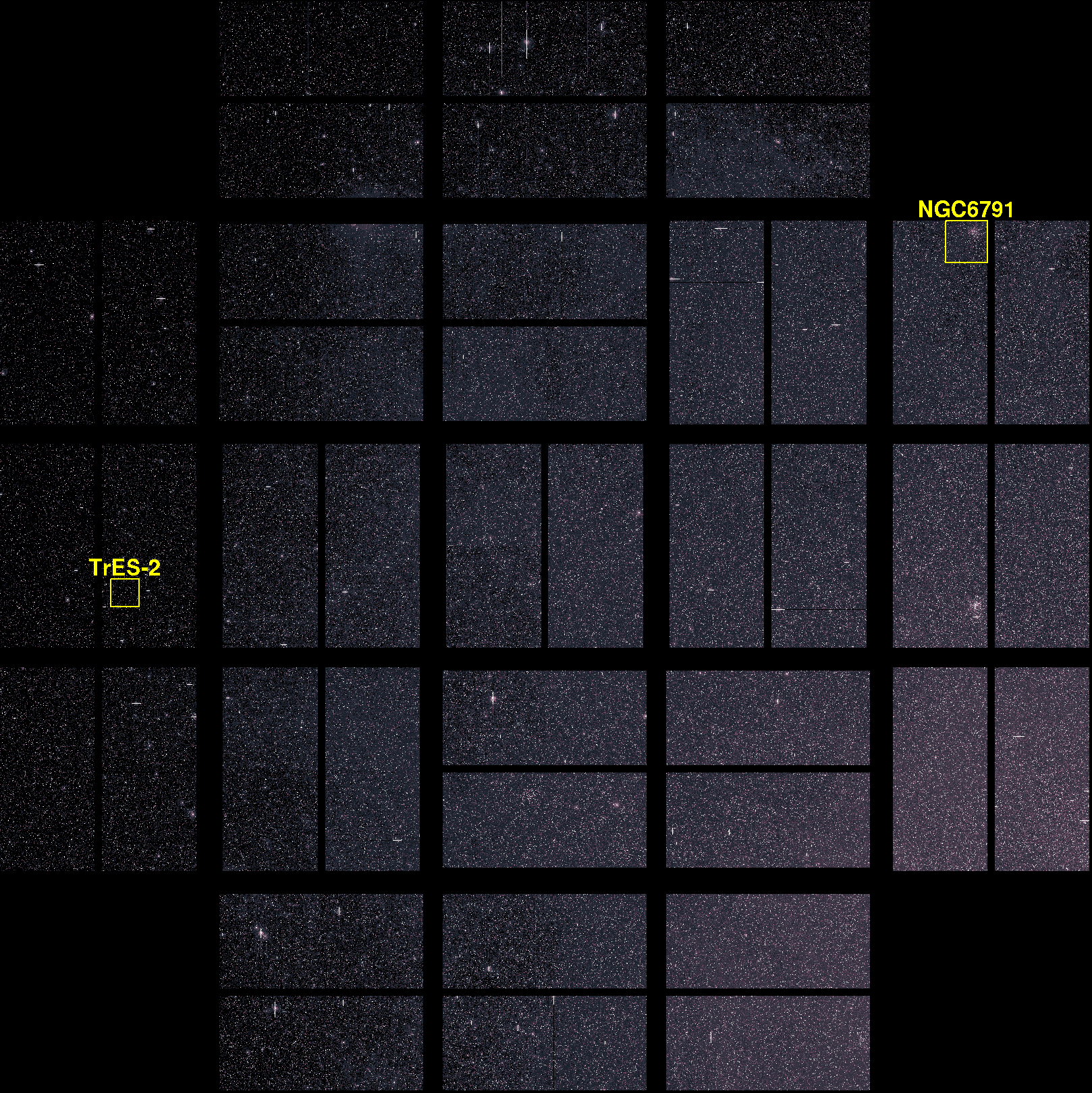
Der Heimatstern von TrES-2b in einer Aufnahme des Kepler-Weltraumteleskops.

TrES-2 (TrES-2 b, TrES-2 A b oder Kepler-1b) ist ein Exoplanet, der den gelben Zwerg GSC 03549-02811 alle 2,471 Tage umkreist, 750 Lichtjahre von der Erde entfernt ist und als Hot Jupiter klassifiziert wird. Der Planet wurde 2006 entdeckt und ist der dunkelste bisher gefundene Planet, der nur 1 % des Lichts reflektiert. Auf Grund seiner hohen Masse wird angenommen, dass es sich um einen Gasplaneten handelt.

## Entdeckung
TrES-2 wurde am 21. August 2006 mithilfe der Transitmethode entdeckt. Am 8. September 2006 bestätigte das Keck-Observatorium die Entdeckung.

## Bahnneigung und Masse
Im August 2008 wurden mehr Informationen über die Beziehung des Sterns zum Planeten veröffentlicht. Die Umlaufbahn neigt sich um −9 ± 12° und rotiert gleich mit dem Stern. Der Planet umkreist seinen Stern in einer Entfernung von ca. 0,0367 Astronomischen Einheiten bei einer Exzentrizität von 0 % und hat eine Masse von ca. 406,9 Erdmassen bzw. 1,28 Jupitermassen.

## Albedo
Am 11. August 2011 wurde bekanntgegeben, dass TrES-2b eine außerordentlich geringe Albedo von weniger als 1 % aufweist und damit weniger Licht reflektiert als Kohle (Albedo 3–5 %). Das ist die bislang kleinste gemessene Albedo eines Exoplaneten. Diese Messungen wurden vom Kepler-Weltraumteleskop durchgeführt, da TrES-2b zufällig in seinem Blickfeld liegt.